# 特立尼達和多巴哥地理

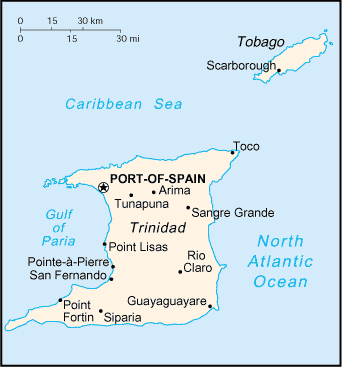
特立尼達和多巴哥地圖

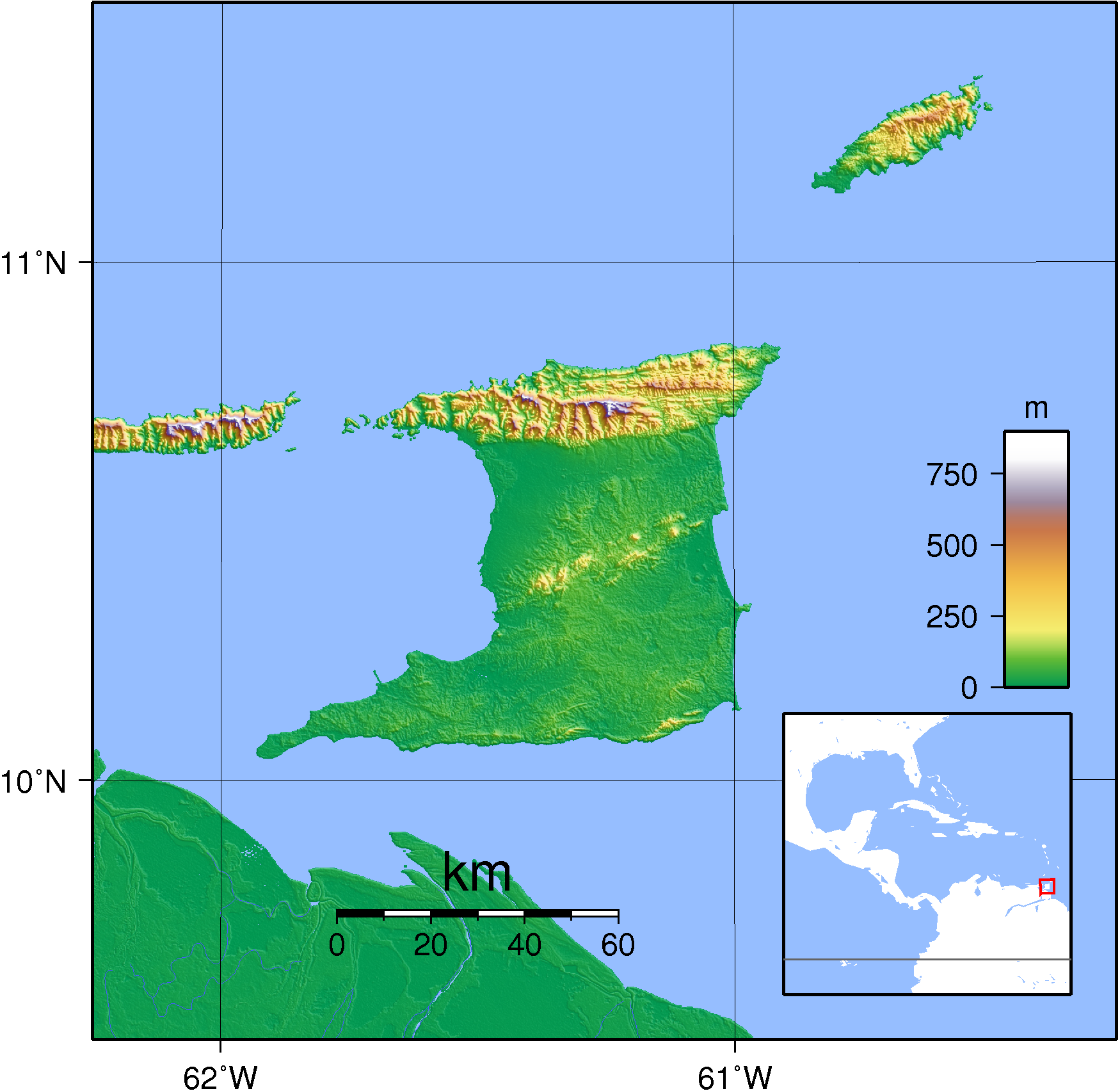
特立尼達和多巴哥地理地形

特立尼達和多巴哥是一個位於加勒比海南部，北大西洋和加勒比海之間的島國。特立尼達和多巴哥最重要的兩個島嶼是特立尼達島和多巴哥島。在地質學上，特立尼達和多巴哥並不屬於安的列斯島弧，相反它和南美連為一體。島上有著多樣的熱帶植被和野生物種。知名的瀝青湖就位於特立尼達和多巴哥。